# Politica Regională a Uniunii Europene
Politica Regională a Uniunii Europene este o politică de investiții. Aceasta susține crearea locurilor de muncă, competitivitatea, creșterea economică, îmbunătățirea calității vieții și dezvoltarea durabilă. Aceste investiții contribuie la punerea în aplicare a strategiei Europa 2020.
Politica regională vizează regiunile și orașele UE, stimularea creșterii economice și îmbunătățirea calității vieții prin investiții strategice.
Ea constituie, de asemenea, o formă activă de solidaritate, care orientează sprijinul către regiunile mai puțin dezvoltate.